# Такеда Шінґен
Таке́да Шінґен (яп. 【武田信玄】,　たけだしんげん, 1 грудня 1521 - 13 травня 1573) — японський державний і військовий діяч, магнат, самурайський полководець періоду «Країн, що воюють». Голова роду Такеда (1541–1573).

## Біографія
Такеда Шінґен народився 1521 року в родині Такеди Нобутори, володаря провінції Кай. При народженні отримав ім'я Кацутійо (перемога назавжди). Потім став зватися Таро. 1536 року юнак прийняв ім'я Харунобу (晴信) й одружився з донькою аристократа Санджьо Кінйорі. Замолоду виявив військовий хист.
Коли Шінґен підріс, він вступив в таємну змову з Імаґава Йосімото, який влаштував його губернатором провінції Сінано. 1541 року Шінґен організував переворот проти батька, вигнав його за межі провінції й став повновладним правителем роду Такеда. 1542 року був атакований даймьо з провінції Сінано, проте завдав рішучої поразки ворогам у битві при Седзава.
Протягом 1541—1560 років він займався внутрішньополітичними справами — будівництвом дамби, укладанням провінційного законодавства й реформуванням армії. Він активно будував дороги, дамби і греблі, добував золото, організував ефективну кур'єрську службу і систему оподаткування, за якою податки платили усі — селяни, самураї і духівництво. Він скасував тілесні покарання для селян і дозволив їм вносити податки не рисом, а грошима, сприяючи розвитку торгівлі. Його продумана система мобілізації та постачання дозволяла в короткі терміни збирати до 45 000 вояків без шкоди для економіки небагатої провінції Каї. Успіхам Шінґена сприяли талановиті військовики Ямамото Кансуке, Ямагата Масакаґе, Баба Нобухару і Найто Масатойо.
Шінґен вів активне завоювання північних сусідів — регіональної знаті провінції Шінано. 1546 року завдав поразки біля замку Тойсі даймьо Муракамі Йосікійо. 1547 року відбулася вирішальна битва при Уедахарі, в якій Такеда зазнав поразки від Муракамі.
Основним противником Шінґена став Уесуґі Кеншін, володар провінції Ечіґо, який прийняв під свою опіку біженців з Сінано. Між Такедою і Уесуґі неодноразово відбувалися масштабні бої, за контроль над провінцією. Чотири рази підряд — у 1553, 1555, 1557 і 1561 — обидва противника сходилася в районі Каванакаджіми. Для здійснення тиску на Уесуґі й забезпечення тилів, Шінґен уклав 1554 року політичний союз із південними сусідами — родами Імаґава й Ходзьо. 1559 року він прийняв буддистський чернечий постриг і ім'я Шінґен.
Оскільки бої на півночі були безрезультатними, Шінґен замирився з Уесуґі й розпочав наступ на південь, на володіння вчорашнього союзника — роду Імаґава. 1568 року він захопив головний замок Сумпу й приєднав до своїх володінь провінції Суруґа й Тотомі.
1572 року, відповідаючи на заклик шьоґуна Ашікаґи Йошіакі, повалити режим Оди Нобунаґи, Шінґен вирушив із військом на столицю Кіото. Він розбив військо Оди й Токуґави в битві при Мікатаґахара в провінції Тотомі, але 1573 року передчасно помер від хвороби. Через три роки син і наступник Шінґена — Такеда Кацуйорі — зазнав великої поразки від армії Оди-Токуґави в битві при Наґашіно, в якій загинули найкращі офіцери шінґенового війська.

## Родина
- Батько: Такеда Нобутора
- Головна дружина: Сандзьо NN
  - Син: Такеда Йошінобу
- Друга дружина: Сува NN
  - Син: Такеда Кацуйорі